# Sprachen und Dialekte im Elsass

Das traditionelle Verbreitungsgebiet westoberdeutscher (=alemannischer) Dialektmerkmale im 19. und 20. Jahrhundert. Das Elsass liegt in dessen nordwestlichem Teil.

Überkommene romanische und germanische Dialektgruppen in der Region Elsass

Unter die Sprachen und Dialekte im Elsass fallen die traditionellen und neuen Sprachen und Dialekte, die im Elsass verwendet werden oder wurden. Traditionelle Standardsprachen sind Französisch und Deutsch. Der Großteil der vorkommenden Mundarten gehört zu den hochdeutschen Dialekten, diese deutschen Mundarten im Elsass werden unter dem Begriff Elsässisch zusammengefasst. Am westlichen und südwestlichen Rand des heutigen Elsass existier(t)en zudem romanische Mundarten (siehe den Artikel Romanische Dialekte im Elsass).

## Allgemeines
Die im Elsass benutzten Idiome sind traditionell geprägt von ihrer sprachgeografischen und politischen Grenzlage zwischen germanischem und romanischem Sprach- und Dialektraum. Durch die mit dem globalen Wirtschaftsboom seit den 1950er Jahren verbundene moderne Einwanderung kommen seit einigen Jahrzehnten die Sprachen und Mundarten von Zuwanderern hinzu.

## Kurzüberblick
Das seit etwa 600 v. Chr. im Elsass ansässige Keltische wurde während der römischen Zeit (ca. 60 v. Chr. bis ca. 400 n. Chr.) durch das Lateinische ergänzt oder ersetzt.
Mit der Völkerwanderung kamen germanische Mundarten hinzu und das Elsass entwickelte sich zu einer überwiegend deutschsprachigen Region. In der frühen Neuzeit gewann das Französische an Einfluss, was zum einen am Ansehen des Französischen lag und zum anderen begründet war in der politischen Eroberung des überwiegenden Teiles des Elsass durch Frankreich im 17. Jahrhundert. In der Folge wurde das Elsass zum Schauplatz wiederholter restriktiver sprachpolitischer Maßnahmen, die, je nach politischer Zugehörigkeit, entweder von Frankreich oder vom Deutschen Reich ausgingen. Marksteine dieser Entwicklung sind die Phase der Französischen Revolution (1789–1815), die Zugehörigkeit zum Deutschen Kaiserreich (1871–1914) und zum nationalsozialistischen Deutschen Reich (1940–1944) sowie die Reintegration des Elsass nach Frankreich nach dem Ersten und Zweiten Weltkrieg (1918 ff. und 1945 ff.).
Heute ist das Elsass geprägt von einer partiellen Diglossie zwischen dem Französischen als Verkehrs-, Amts- und Schulsprache einerseits und zur Standardisierung neigenden deutschen Dialekten (zusammengefasst unter dem Begriff Elsässisch) andererseits. Letztere erlebten in den ersten Nachkriegsjahrzehnten zusammen mit dem Rückgang der Kenntnisse des Standarddeutschen eine starke Erosion. Heute haben sich bestimmte Formen des partiellen und freiwilligen Gebrauchs von deutschen Mundarten bzw. deutscher Standardsprache etwas etabliert (Schulunterricht, Schriftsteller, Theater, Medien, Straßenschilder u. a.). Durch die Abkopplung vom Standarddeutschen als Dachsprache gibt es im Bereich der deutschen Mundarten Tendenzen zur Standardisierung und Etablierung von Mundartformen als Schrift- und Standardformen (vgl. Orthographe alsacienne).

## Sprach- und Dialektgeschichte
Vergleiche: Geschichte des Elsass
In der Eisenzeit sprach man im heutigen Elsass und weit darüber hinaus festlandkeltische Idiome, die in Toponymen fortleben. Seit dem 1. Jahrhundert vor Christus drang mit der römischen Eroberung das Lateinische als Amts-, Schrift- und Verkehrssprache ein.
Seit der Völkerwanderung verbreiteten sich im Elsass germanische Mundarten, die im Mittelalter fast in der ganzen Region gesprochen wurden. Diese alemannischen und fränkischen Mundarten werden heute unter dem Begriff „Elsässisch“ (seltener auch „Elsässerdeutsch“) zusammengefasst. Am verbreitetsten sind alemannische Dialekte, überwiegend Oberrheinalemannisch, ganz im Süden auch Hochalemannisch. Die Mundarten ganz im Norden gehören zum Südfränkischen und die im nordwestlichen Zipfel zum Rheinfränkischen.
Im Frühmittelalter wurde jedoch nicht das ganze heutige Elsass sprachlich germanisiert: romanische Dialekte (Patois) bzw. die französische Sprache sind traditionell in manchen Gebieten der Vogesen (oberes Breuschtal, Teile des Weilertals, um Ste.-Marie-aux-Mines und um Lapoutroie) und im westlichen Sundgau (um Montreux) verankert (siehe Romanische Dialekte im Elsass und Grenzorte des alemannischen Dialektraums). Auch das heutige Territoire de Belfort, das bis 1648 bzw. 1789 Teil des habsburgischen bzw. königlich-französischen Sundgau war und erst 1871 vom Département Haut-Rhin abgetrennt wurde, ist traditionell romanisch- bzw. französischsprachig.
Das Französische gewann vor allem zwischen dem 16. und 20. Jahrhundert sukzessive an Gewicht. Das hängt vor allem mit der politischen Geschichte zusammen, aber auch partiell mit dem Ansehen, den das Französische vor allem in der Frühen Neuzeit europaweit in Adel und gehobenem Bürgertum genoss. Seitdem hängt die Anwendung der deutschen Standardsprache als Dachsprache der deutschen Mundarten von politischen Umständen ab.
Nach der Eroberung durch französische Truppen 1639–1681 kam das Französische beispielsweise mit den königlichen Verwaltungsbeamten sowie Einwanderern und Händlern aus Zentralfrankreich ins Elsass. Die überwiegenden Bevölkerungskreise verwendeten weiterhin Deutsch bzw. ihren jeweiligen germanischen oder romanischen Dialekt.
Das Französische verbreitete sich in Europa, und noch deutlich stärker im Elsass, als Verwaltungs-, Handels- und Diplomatensprache innerhalb der städtischen und ländlichen Eliten. Ansonsten blieben die germanischen (und romanischen) elsässischen Dialekte und die deutsche Sprache erhalten; an der Universität Straßburg beispielsweise wurde nach wie vor auf Deutsch gelehrt.
Nach der Französischen Revolution änderte sich die Sprachpolitik des französischen Staates, der nun für Frankreich sprachliche Einheit propagierte. Darüber hinaus fand Französisch vor allem in diejenigen Bevölkerungskreise Eingang, die mit den Ideen der Revolution sympathisierten. Deutsch bzw. die deutschen Dialekte waren nun Teil einer Entwicklung zu partieller Zweisprachigkeit. In den Gegenden des Patois setzte sich aufgrund des Schulunterrichts das Französische durch. Wie in anderen nichtfranzösischsprachigen Regionen Frankreichs oder anderen Minderheitenregionen anderer europäischer Staaten wurde die Minderheitensprache vor allem in den Schulen zunehmend durch die Sprache der Mehrheit ergänzt oder von ihm verdrängt.
Während der Zugehörigkeit zum Deutschen Kaiserreich (Reichsland Elsass-Lothringen, 1871–1918) wurde die „Sprachenfrage“ in einem Gesetz vom März 1872 zunächst so geregelt, dass als Amtssprache  grundsätzlich Deutsch bestimmt wurde. In den Landesteilen mit überwiegend französischsprachiger Bevölkerung sollte den öffentlichen Bekanntmachungen und Erlassen jedoch eine französische Übersetzung beigefügt werden. In einem weiteren Gesetz von 1873 wurde für diejenigen Verwaltungseinheiten, in denen Französisch ganz oder teilweise vorherrschte, der Gebrauch des Französischen als Geschäftssprache zugelassen. In einem Gesetz über das Unterrichtswesen von 1873 wurde geregelt, dass in den deutschsprachigen Gebieten Deutsch ausschließliche Schulsprache war, während in den französischsprachigen Gebieten der Unterricht ausschließlich auf Französisch gehalten werden sollte. Französischsprachige Gemeinden und Familien Elsass-Lothringens sahen sich ähnlich wie die polnischsprachigen Regionen Preußens insgesamt jedoch Germanisierungs- und Assimilationsversuchen ausgesetzt. Nur teilweise blieb dort das Französische Schul- und Amtssprache.
Die französische Sprachpolitik zwischen 1918 und 1940 war streng gegen die deutsche Sprache bzw. den elsässischen Dialekt ausgerichtet. Die französische Sprache wurde als verbindliche Amts- und Schulsprache eingeführt. In Schule und Verwaltung wurde ausschließlich Französisch zugelassen, zeitweise wurde bei Strafe verboten, Deutsch bzw. Dialekt zu sprechen. Seit den Wahlen vom November 1919 und bis Anfang 2008 war es jedoch den Kandidaten aus den drei elsass-lothringischen Départements Haut-Rhin, Bas-Rhin und Moselle gestattet, Wahlkampfschriften in beiden Sprachen, Französisch und fakultativ auch Deutsch, zu verbreiten.
Während der Besetzung durch das nationalsozialistische Deutsche Reich zwischen 1940 und 1944 erlebte das Elsass erneut eine Steigerung an restriktiver Sprachpolitik. Diese war rücksichtslos an die nationalsozialistische Ideologie angepasst. Die Umwandlung von französischen Vornamen in deutsche gehört sicherlich zu den harmloseren, aber typischen Beispielen. Die Politik der NSDAP und der von ihr beherrschten Zivilverwaltung (Unterdrückung der Bevölkerung, Germanisierungspolitik, antifranzösische Kulturpolitik, Rekrutierung zur Wehrmacht u. a.) beförderte nachhaltig die Hinwendung des Elsass an Frankreich und führte für Michael Erbe zur Negierung der deutschen Seite der elsässischen Geschichte. Diese Politik förderte zudem die Desintegration der deutschen Standardsprache im Elsass: Der bis 1940 verbreitete Wunsch, an der deutschen Sprache (neben dem Französischen) als Amts- und Verkehrssprache festzuhalten, fand sich nach 1945 kaum mehr und hatte für viele Jahrzehnte keine Chance auf gesellschaftliche und politische Anerkennung.

## Sprache und Dialekt in der Gegenwart
Vergleiche: Elsässisch, Romanische Dialekte im Elsass

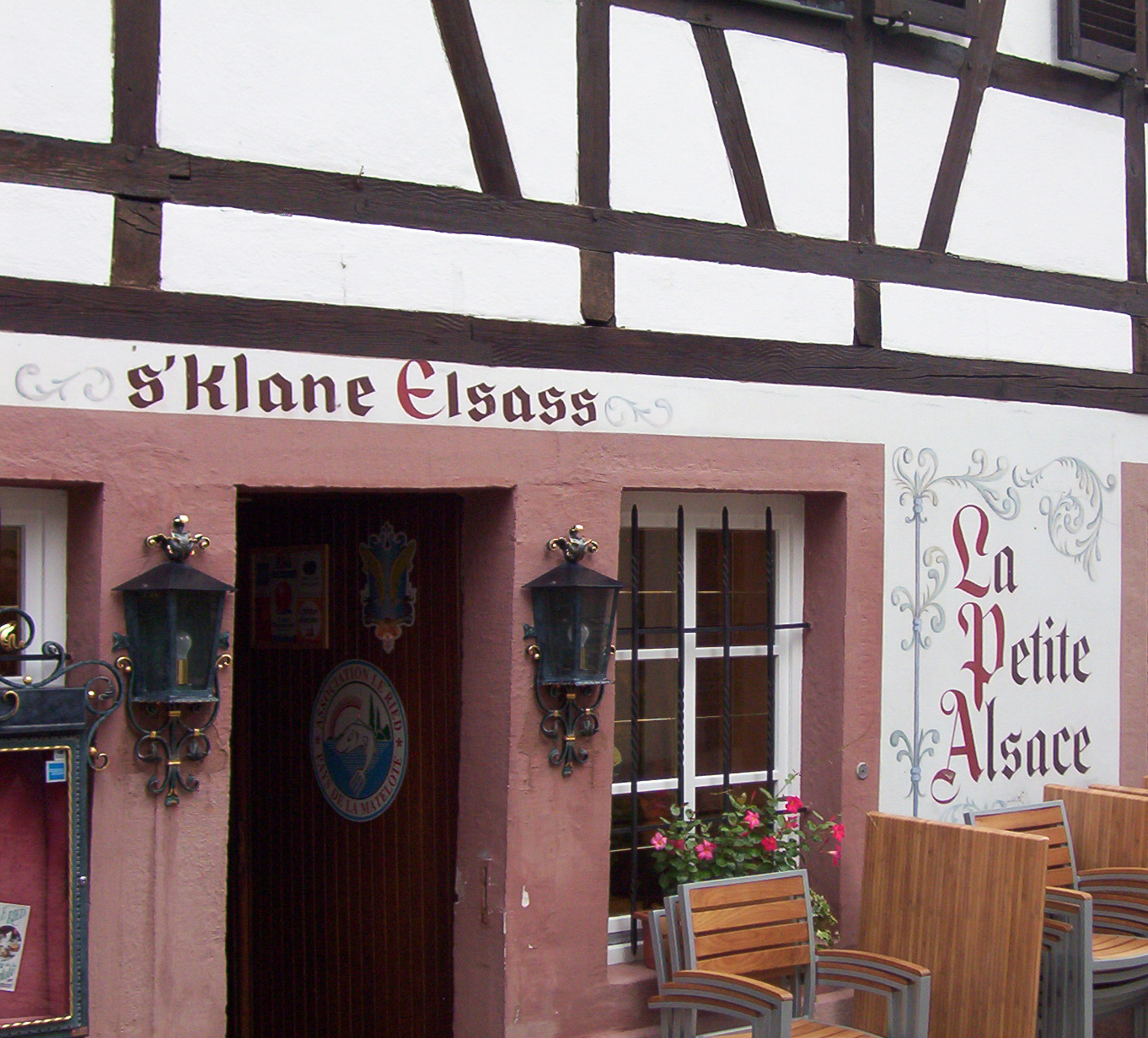
Zweisprachige Beschriftung eines Gasthauses in Straßburg

Nach dem Zweiten Weltkrieg wurde Französisch zur Verkehrs-, Amts- und Schulsprache. Kenntnisse der autochthonen alemannischen oder fränkischen Dialekte (zusammengefasst im Begriff Elsässisch) oder des Standarddeutschen sind seither stark rückläufig und überwiegend auf die ältere Generation und die ländlichen Gebiete beschränkt.
Die französische Sprachpolitik der Vorkriegszeit setzte sich im Prinzip fort. So waren beispielsweise Todesanzeigen in deutscher Sprache in elsässischen Zeitungen bis 1992 verboten. Die älteren Generationen kommunizieren teilweise in elsässischen Dialekten. Die jüngeren Generationen, insbesondere in den größeren Städten, benutzen vorwiegend die französische Sprache. In den Schulen wird Deutsch überwiegend als Fremdsprache unterrichtet.
Mitte des 20. Jahrhunderts verstanden noch etwa 90 % der Bewohner Dialekt und/oder Standarddeutsch; 2001 noch 61 %. Laut einer Studie von 2022 bezeichneten sich noch 46 % der Bevölkerung des Elsass als dialektsprechend. Von den Jugendlichen gab 2001 nur jeder vierte an, sich gelegentlich in der Regionalsprache zu unterhalten. Nur noch etwa fünf Prozent der Schulanfänger verfügten über entsprechende Sprachkenntnisse, da nur 28,8 % der Eltern ihren Kindern mindestens ein wenig Elsässisch beibrächten. Deutlich sei ein Stadt-Land-Gefälle. Am besten konnte sich die Sprache im Norden und Nordwesten, in landwirtschaftlichen Berufen und solchen mit viel Publikumsverkehr erhalten.
Hochdeutsch beherrschten laut derselben Umfrage 2022 noch 54 % gut oder sehr gut. Auffallend ist hierbei, dass die Sprachkenntnisse des Hochdeutschen in den Altersgruppen, die jünger als 55 Jahre sind, größer sind als die der Elsässischkenntnisse. Passive Sprachkenntnisse (Lesen und Verstehen) sind eher verbreitet als aktive Sprachkenntnisse.
Nach Angaben des Office pour la Langue et la Culture d’Alsace – OLCA (Amt für Sprache und Kultur im Elsass) sprechen demnach knapp 900.000 Menschen „Elsässisch“ (ca. 46 % der Bevölkerung), vor allem im ländlichen Raum, in Dörfern und kleineren Städten.
Schriftsteller, die sowohl Französisch als auch Standarddeutsch und Dialekt schreiben oder schrieben sind unter anderem René Schickele, Jean Egen, Auguste Wackenheim und André Weckmann. Unter dem Motto E Friehjohr fer unseri Sproch finden sich seit 2001 Theater- und Musikgruppen, Mundartdichter, Heimatvereine und Sprachpfleger zusammen, um Werbung für den Erhalt des Elsässischen zu machen. Zudem subventioniert der Regionalrat elsässische Sprachkurse. France 3 Alsace sendet von Montag bis Freitag die Nachrichtensendung „Rund Um“, in der ausschließlich Elsässisch gesprochen wird. Eine Gefahr besteht in der Folklorisierung der Dialekte, eine Tendenz, die aber auch in deutschsprachigen Ländern beobachtet werden kann. Das Verschwinden des Deutschen bzw. der deutschen Dialekte ist Thema mancher bekannter Schriftsteller geworden (René Schickele, André Weckmann, Hans Arp u. a.).
In jüngerer Zeit wird ein zweisprachiger Unterricht angestrebt. Dafür engagieren sich nicht nur Privatinitiativen, sondern auch zunehmend die Verwaltung, die den Wirtschaftsfaktor Bilingualismus erhalten möchte. Seit Anfang der 1990er-Jahre existieren öffentliche bilinguale Schulen bzw. Kindergärten im Elsass. Die Zahl der Kinder, die diese Einrichtungen besuchen, steigt seitdem kontinuierlich an. Bilinguale Schulen, in denen der Unterricht teilweise auf Deutsch gehalten wird, wurden im Jahr 2000 von rund 7.000 Schülern besucht, 2005 von rund 15.000; bis 2016 stieg diese Zahl auf über 34.300. Im Schuljahr 2020/21 besuchten 18,5 % der elsässischen Vor- und Grundschüler eine zweisprachige Schule. In weiterführenden Schulen ist dieser Anteil geringer, steigt jedoch ebenfalls kontinuierlich an. Im Elsass lag der Anteil der Schüler, die Deutsch 2018 zumindest als Fremdsprache lernten, bei 82,5 %, was deutlich höher ist als der landesweite Schnitt von 16,5 %. 98 % aller Grund- und Vorschüler lernen Deutsch an elsässischen Schulen.

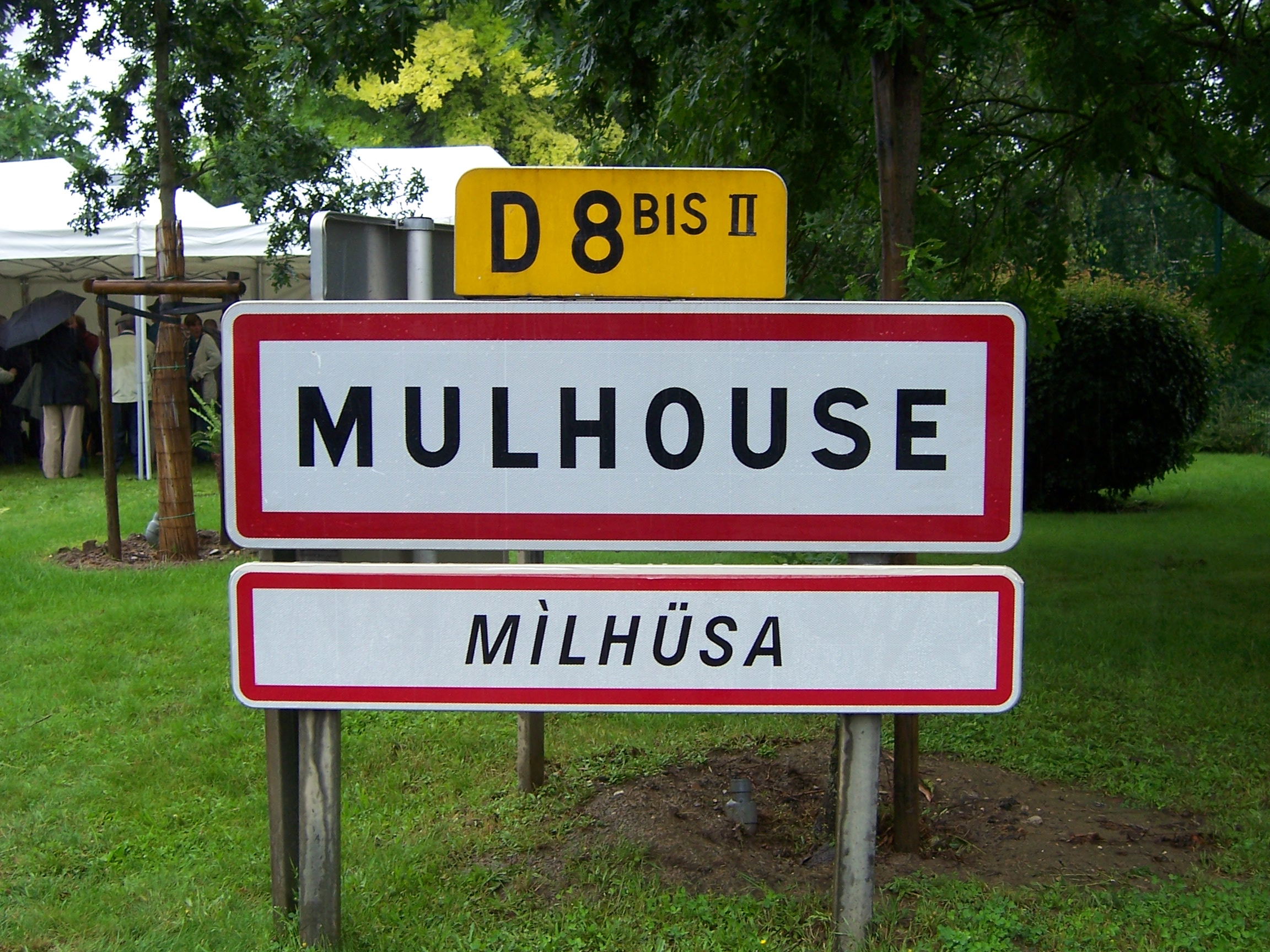
Zweisprachiges Ortsschild von Mülhausen

Straßenschilder sind oft zweisprachig mit französischer und mundartlicher Version versehen. Die Mundartversion stellt dabei oft nicht eine Übersetzung des französischen Namens dar, sondern greift auf die traditionelle Bezeichnung zurück. Für zweisprachige Straßenschilder können Fördermittel bei der OCLA (Office pour la Langue & la Culture d’Alsace) beantragt werden. Auch auf manchen Ortsschildern findet sich neben dem amtlichen Namen manchmal die Dialektversion.
In der politischen Debatte um den Erhalt des Deutschen ist eine eindeutige Präferenz zugunsten der Dialekte und zuungunsten des Standarddeutschen gesetzt worden. Man orientiert sich also weniger an der Schweiz, wo Mundart und zugehörige Standardsprache nebeneinander existieren (Diglossie), sondern mehr an Sprachmodellen wie Luxemburg, wo der Dialekt gegenüber der zugehörigen Standardsprache höher bewertet wird und sogar zur Schriftsprache ausgebaut wird. So hat man sich beispielsweise in Straßburg im Zusammenhang mit der Dokumentation von deutschen Straßennamen auf Straßenschildern nach langer Diskussion nicht für Standarddeutsch, sondern für die Straßburger Mundart entschieden. Das Problem bei der Höherbewertung der Dialekte gegenüber der zugehörigen Standardsprache ist, dass auch im Elsass Mundarten regional und sozial starke Unterschiede aufweisen. Ein Überleben der Dialekte hängt dann möglicherweise auch davon ab, inwiefern ein „Standardelsässisch“ etabliert werden kann.
Philipps sieht einen Gegensatz zwischen regional und national Argumentierenden. Erstere würden weniger eine Benachteiligung der deutschen Hochsprache, sondern vor allem eine Unterdrückung der Dialekte beklagen. Letztere setzten dagegen, dass die französische Sprachpolitik nicht nur die elsässischen Dialekte betreffe, sondern alle Minderheitensprachen in Frankreich. Bernard Wittmann, Mitbegründer der Elsässischen Volks-Union, wirft der von Paris gesteuerten Sprachpolitik einen geplanten „Linguizid“ vor. Nicht nur die deutsche Sprache, sondern auch die elsässischen Dialekte sollen mittelfristig ausgetrocknet werden (Artikel in BZ Basel vom 24. November 2018). Im Jahr 2015 wurde zudem die Region Elsass von Paris offiziell aufgelöst und in die Großregion „Grand Est“ integriert, was den Kampf um den Erhalt der regionalen Identität weiter erschwere.